# Goyrans
Goyrans település Franciaországban, Haute-Garonne megyében. Lakosainak száma 847 fő (2022. január 1.). Goyrans Lacroix-Falgarde, Aureville, Clermont-le-Fort, Labarthe-sur-Lèze, Pinsaguel és Pins-Justaret községekkel határos.

## Népesség
A település népességének változása:
| Lakosok száma | 137  | 417  | 539  | 862  | 887  | 850  | 843  | 843  | 843  | 847  |
|               | 1968 | 1982 | 1990 | 2006 | 2013 | 2015 | 2017 | 2019 | 2020 | 2022 |